# کلودیو کامرکنهخت
کلودیو کامرکنهخت (انگلیسی: Claudio Kammerknecht؛ زادهٔ ۷ ژوئیهٔ ۱۹۹۹) بازیکن فوتبال است.